# Mantura
Mantura  (лат.) — род жуков (Coleoptera) из подсемейства козявок (Galerucinae) в семействе листоедов (Chrysomelidae).

## Описание
Переднеспинка с базальными штрихами, но без базальной бороздки. лобные бугорки отсутствуют. Голова и переднеспинка металлически блестящие.

## Систематика
В составе рода:
- Mantura ambigua Kutschera, 1862
- Mantura chrysanthemi (Koch, 1803)
- Mantura cylindrica Miller, 1880
- Mantura horioni Heikertinger, 1940
- Mantura lutea (Allard, 1859)
- Mantura mathewsi (Stephens, 1832)
- Mantura obtusata (Gyllenhal, 1813)
- Mantura rustica (Linnaeus, 1766)